# Betty
Betty (v češtině Bety nebo Bětka) je domácí forma jmen Elizabeta nebo Bethany. V 17. a 18. století se častěji používalo jako zdrobnělina jména Bethia.

## Některé nositelky jména
- Betty Fibichová
- Betty Stoveová
- Betty Cuthbertová
- Betty Heidlerová
- Betty Fordová
- Betty MacDonaldová
- Betty Karpíšková
- Betty Williamsová
- Betty Barclayová – (Betty Barclay Cup)
- Betty Ann Bjerkreim Nilsenová
- Betty Schack

## Ostatní pojmenování
- Betty Boop – fiktivní animovaná postava
- „Bouncing Betty“ – mina
- Ošklivka Bety – seriál
- Betty (píseň)
- „Betty“ – ve spojeneckém kódu označení pro japonský námořní bombardér Micubiši G4M